# Юлія Ацкер
Ю́лія А́цкер (Аккер; пол. Julia Acker (Ackerówna); 1898, Львів — 8 грудня 1942) — польська художниця єврейського походження, живописець та графік, представниця експресіонізму. Членкиня Спілки художників УРСР з 1939 року.

## Біографія
Народилася у 1898 році у Львові (Королівство Галичини та Володимирії, Австро-Угорщина; тепер — Україна).
Навчалась живопису в Академії вільних мистецтв Леонарда Підгородецького й у Павла Гаєвського у Школі декоративно-прикладного мистецтва у Львові.
Дебютувала у 1930 році персональною виставкою у львівській філії Єврейського літературно-художнього товариства.
Протягом 1934−1936 років входила до художньої групи «Стер» («Ster»).
У 1930-х брала участь у художніх виставках у Львові, Кракові, Познані, Варшаві і Станиславові. Зокрема, у 1937 році у Познані на виставці «Мистецтво інтер'єрів та квіти» експонувались дві картини Ацкер.
У 1939 році Єврейське товариство поширення образотворчого мистецтва організувало персональну виставку Ацкер у Варшаві.
З 1939 року — член Спілки художників УРСР.
8 грудня 1942 року покінчила життя самогубством — під час гітлерівської окупації Львова.
Похована у Львові.

## Творчість
Представниця експресіонізму. Живописець і графік.
Малювала натюрморти, пейзажі, композиції на єврейські теми, портрети. Зокрема, намалювала портрет львівського рабина Самуеля Вольфа Гутмана, а також портрет голови єврейської громади, віце-президента Львова Віктора Хайєса. Обидва портрети прикрашали одну із кімнат львівського кагалу.
У картинах раннього періоду творчості часто зображала театральні реквізити.
Більшість робіт втрачені під час Другої світової війни і відомі сучасникам переважно завдяки публікаціям у пресі.
Деякі картини зберігаються у Музеї Єврейського історичного інституту у Варшаві, Національному музеї у Вроцлаві, Львівському історичному музеї та Львівській національній галереї мистецтв імені Бориса Возницького. А також — у приватних колекціях.